# Tanjungrejo (Tongas)
Tanjungrejo is een bestuurslaag in het regentschap Probolinggo van de provincie Oost-Java, Indonesië. Tanjungrejo telt 5613 inwoners (volkstelling 2010).